# August Gustaw Tysowski
August Gustaw Tysowski (ur. 12 września 1897 w Perehińsku, zm. 17 sierpnia 1982 we Francji) – pułkownik intendent z wyższymi studiami wojskowymi Wojska Polskiego.

## Życiorys
Urodził się 12 września 1897 w Perehińsku, w ówczesnym powiecie dolińskim Królestwa Galicji i Lodomerii, w rodzinie Franciszka i Jadwigi . Uczył się w gimnazjum w Stanisławowie.
Podczas I wojny światowej, w październiku 1914 wstąpił do Legionów Polskich i służył w szeregach 1 Pułku Piechoty Legionów Polskich . Po kryzysie przysięgowym wcielony o armii Austro-Węgier i wysłany na front włoski. Tam zdezerterował i wrócił do kraju by włączyć się do walki o niepodległość w POW na Lubelszczyźnie. 
Po zakończeniu wojny został przyjęty do Wojska Polskiego. W 1918 ukończył Wyższą Szkołę Intendentury. 15 sierpnia 1919, jako podoficer byłych Legionów Polskich został mianowany z dniem 1 lipca 1919 podporucznikiem w piechocie. Pełnił wówczas służbę w Intendenturze 1 Dywizji Piechoty Legionów. Walczył w wojnie polsko-bolszewickiej. 1 czerwca 1921 pełnił służbę w Intendenturze 2 Armii, a jego oddziałem macierzystym był Wojskowy Okręgowy Zakład Gospodarczy w Warszawie-Powązkach. 3 maja 1922 został zweryfikowany w stopniu porucznika ze starszeństwem z 1 czerwca 1919 i 48. lokatą w korpusie oficerów administracji, dział gospodarczy, a jego oddziałem macierzystym był nadal WOZG Nr I w Warszawie. W 1923 pełnił służbę w Szefostwie Intendentury Dowództwa Okręgu Korpusu Nr III w Grodnie, pozostając oficerem nadetatowym Okręgowego Zakładu Gospodarczego Nr I w Warszawie. 2 listopada 1923 został powołany do Wyższej Szkoły Intendentury w Warszawie, w charakterze słuchacza dwuletniego kursu 1923–1925. 31 marca 1924 został mianowany kapitanem ze starszeństwem z 1 lipca 1923 i 43. lokatą w korpusie oficerów administracji, dział gospodarczy. Z dniem 4 października 1925, po ukończeniu kursu, został przydzielony do 3 Okręgowego Szefostwa Intendentury w Grodnie. W 1932 służył w Szefostwie Intendentury Okręgu Korpusu Nr III w Grodnie. W listopadzie 1934 został w tym szefostwie przesunięty na stanowisko kierownika administracji pieniężnej. 27 czerwca 1935 został mianowany majorem ze starszeństwem z 1 stycznia 1935 i 20. lokatą w korpusie oficerów intendentów. W marcu 1939 pełnił służbę w Dowództwie Korpusu Ochrony Pogranicza w Warszawie na stanowisku zastępcy szefa intendentury.
Brał udział w II wojnie światowej. Był wykładowcą Wyższej Szkoły Wojennej. Po wojnie mianowany Szefem Polskiej Misji Wojskowej w Paryżu. Osiedlił się we Francji, gdzie aktywnie udzielał się w środowisku kombatanckim. Pełnił funkcję prezesa Głównej Komisji Rewizyjnej Stowarzyszenia Polskich Kombatantów-Federacji Światowej. Dosłużył się stopnia pułkownika. Zmarł 17 sierpnia 1982 we Francji.

## Ordery i odznaczenia
- Krzyż Niepodległości (24 października 1931)[19]
- Krzyż Oficerski Orderu Odrodzenia Polski[3]
- Krzyż Kawalerski Orderu Odrodzenia Polski[20]
- Krzyż Walecznych (dwukrotnie)[21][22][20][23]
- Złoty Krzyż Zasługi (11 listopada 1938)[24]
- Srebrny Krzyż Zasługi (10 listopada 1928)[25][22]
- Medal 10 Rocznicy Wojny Niepodległościowej (Łotwa, 1929)[26]